# Antoine Bernheim
Antoine Bernheim (* 4. September 1924 in Paris; † 5. Juni 2012 ebenda) war ein französischer Bankier und Wirtschaftsmanager.

## Leben
Bernheim, Sohn des im KZ Auschwitz-Birkenau ums Leben gekommenen jüdischen Rechtsanwalts Léonce Bernheim und der aus einer bekannten Bankiers- und Industriellenfamilie stammenden Renée-Marcelle Schwob d’Héricourt, begann seine berufliche Tätigkeit 1951 als Manager bei dem Kosmetikunternehmen Bourjois, das der mit ihm verwandten Familie Wertheimer gehörte.
1967 wechselte er als geschäftsführender Gesellschafter zur Banque Lazard Frères & Co. und war dort bis 2005 tätig. Daneben war er von 1972 bis 1997 Président-directeur général (PDG) des Versicherers La France. Bernheim, der 1968 Mitgründer der Supermarktkette Euromarché war, war von 1981 bis zur Übernahme durch Carrefour S.A. 1991 ebenfalls Président-directeur général dieses Unternehmens. Daneben spielte er eine wichtige Rolle bei der Bildung der Konzerne von Bernard Arnault, François Pinault und Vincent Bolloré.
Er war darüber hinaus auch in den Vorständen italienischer Unternehmen tätig und unter anderem von 1988 bis 2003 Vizepräsident des Kreditinstituts Mediobanca S.p.A. 1995 wurde er erstmals Präsident der Versicherungsgruppe Assicurazioni Generali S.p.A. und behielt diese Funktion bis 1999. 2002 wurde er abermals Präsident dieser Gruppe und hatte diese Position bis zum 24. April 2010 inne als er durch Cesare Geronzi abgelöst wurde. Zuletzt war er auch Mitglied des Aufsichtsrates von Generali Deutschland.
Bernheim, der auch Mitglied des einflussreichen Clubs Le Siècle war, wurde mehrfach mit Orden ausgezeichnet und wurde unter anderem 1995 Großoffizier und 2008 Großkreuz des Verdienstordens der Italienischen Republik, 1999 Kommandeur des brasilianischen Ordens vom Kreuz des Südens, 2006 Kommandeur des Ordre des Arts et des Lettres sowie am 13. Juli 2007 mit dem Großkreuz der Ehrenlegion ausgezeichnet. Darüber hinaus verlieh ihm die Stadt Triest, in der der Firmensitz der Assicurazioni Generali S.p.A. liegt, die Ehrenbürgerwürde.
Sein Sohn war der Religionsphilosoph Pierre-Antoine Bernheim. Die Tochter Martine ist mit Don Domenico Napoleone Orsini (* 1948), dem 22. Herzog von Gravina, verheiratet.